# Nemipterus nemurus
Nemipterus nemurus is een  straalvinnige vissensoort uit de familie van valse snappers (Nemipteridae). De wetenschappelijke naam van de soort is voor het eerst geldig gepubliceerd in 1857 door Bleeker.
De soort staat op de Rode Lijst van de IUCN als niet bedreigd, beoordelingsjaar 2009.